# Jezuitská kolej (Znojmo)
Jezuitská kolej ve Znojmě se nachází při kostele svatého Michala na Divišově náměstí 5. Areál zahrnuje bývalou jezuitskou kolej s kostelem svatého Michala, se seminářem svatého Michala a gymnáziem. V současnosti objekt slouží jako sídlo Státního okresního archivu Znojmo.

## Historie
Jezuitskou kolej nechal vybudovat Michal Adolf hrabě z Althanu, který u císaře Ferdinanda II. zajistil předání protestantského kostela svatého Michala se školou a třemi konfiskovanými domy tovaryšstvu Ježíšovu, což se uskutečnilo 23. května 1624. Prvními znojemskými jezuity byli P. Jan Drachovský a Jonáš Ladnicer, prvním rektorem koleje se 29. září 1625 stal P. Antonín Klesel. K potvrzení fundace hrabětem z Althanu došlo roku 1627, císař ji potvrdil o dalších šest let později.
Již roku 1625 vybudovali při koleji vlastní gymnázium a zahájili zde pedagogickou činnost. Roku 1626 byl k jezuitům přifařen kostel svatého Jana Křtitele, od roku 1628 mohli řádoví bratři kázat česky ve špitálním kostele svaté Alžběty. V roce 1634 byla na místě získaných domů postavena novostavba koleje, na jejíž výstavbu částečně přispěla i náchodská hraběnka Marie Renata. O rok později zde z nadace P. Jana Weghübera vznikl seminář svatého Michala pro chudé studující. I přes podporu znojemského rychtáře Wüllenstorfera či kardinála Koloniče měl ale seminář stálé finanční potíže.dinálem Kolonićem.
Mezi 25. srpnem a 6. zářím 1679 v koleji bydlel císař Leopold I., který uprchl z Vídně před morovou nákazou.
Znojemští jezuité vedli dlouholeté spory s premonstrátskými přímětickými faráři, neboť přímětická fara byla pod správou premonstrátského louckého kláštera, ale samotné Přímětice věnoval císař právě jezuitům. V letech 1740–1756 vystavěli jezuité v Příměticích jeden z největších vinných sklepů na světě s tvarem latinského kříže s rozměry 110×56 m.
Mezi významné osobnosti znojemské koleje patří P. Jindřich Dušek, který byl 16 let zpovědníkem polského krále Augusta II., nebo P. Jan Tille, jenž psal teologické spisy a sepsal i itinerář z cesty do Svaté země.
Po zrušení jezuitského řádu v roce 1773 byla kolej, v níž se tehdy nacházelo 31 vydržovaných kleriků, zrušena. Větší část připadla studijnímu fondu, později zde byla kasárna, městská hudební škola a v letech 1961–1964 byla areál zrekonstruován pro potřeby znojemského okresního archivu.